# Kouta Hirano
Kouta Hirano (平野 耕太, Hirano Kōta, Adachi, 14 de julho de 1973) é um mangaká japonês nascido em Adachi, Tóquio, Japão, mais conhecido por seus mangás Hellsing e Drifters.

## Carreira
Hirano disse que aprendeu a ser um artista de mangá lendo Hetappi Manga Kenkyūjo, de Akira Toriyama e Akira Sakuma. Começando sua carreira primeiro como assistente de um artista de mangá (autodescrito como "horrível" e "preguiçoso" na referida posição de assistente), e mais tarde como um artista de mangá hentai, ele passou a desfrutar de um sucesso um tanto limitado com outros títulos de mangá relativamente desconhecidos, como Angel Dust, Coyote, Gun Mania e Hi-Tension. Seu primeiro grande sucesso veio com sua série de mangá Hellsing, que teve seu início e posteriormente foi serializado em uma revista mensal de mangá, Young King OURs, ao segundo semestre de 1997.
Entretanto, Hellsing não foi a primeira série Hirano a ser publicada em Young King OURs. Em 1996, o mesmo ano em que o precursor de Hellsing, The Legends of Vampire Hunter, foi lançado pela primeira vez como um conto hentai em Heavenly Pleasure (uma revista mensal de mangá centrada em hentai), outro conto baseado na Segunda Guerra Mundial chamado Hi-And-Low estava sendo publicado em Young King OURs por um então menos conhecido Kouta Hirano. A história se passa principalmente em uma estação de trem na Rússia e apresenta duas personagens femininas que são muito semelhantes a Integra Helsing de Hellsing e Yumiko/Yumie em Crossfire; e que são, na realidade, espiões secretos do Eixo, unidos entre si por um propósito comum: o sucesso da Operação Barbarossa. Esta história foi publicada em uma edição da OURs antes de ser descontinuado em favor do próprio Hellsing.
Várias obras mais antigas de Hirano são agora consideradas itens de colecionador devido ao pequeno número delas existentes. Muitos personagens de Hellsing aparecem em seus trabalhos anteriores e, como mencionado acima, há um raro protótipo hentai de Hellsing intitulado The Legends of (the) Vampire Hunter. No Otakon 2006, ele disse em uma entrevista que em cerca de um ano e meio a dois anos, ele terminará Hellsing e seguirá para um projeto diferente que ele diz que será mantido em segredo até que chegue a hora. Essa afirmação foi comprovada quando Hellsing terminou com 95 capítulos em outubro de 2008. Desde então, Hirano começou uma nova série, Drifters, que foi publicada na edição de 30 de abril da YKO e na qual Hirano continua trabalhando até hoje.
Hirano também fez parte de um círculo doujinshi intitulado GUY-YA, composto por ele e pelo artista do mangá Read or Die Shutaro Yamada.

## Estilo

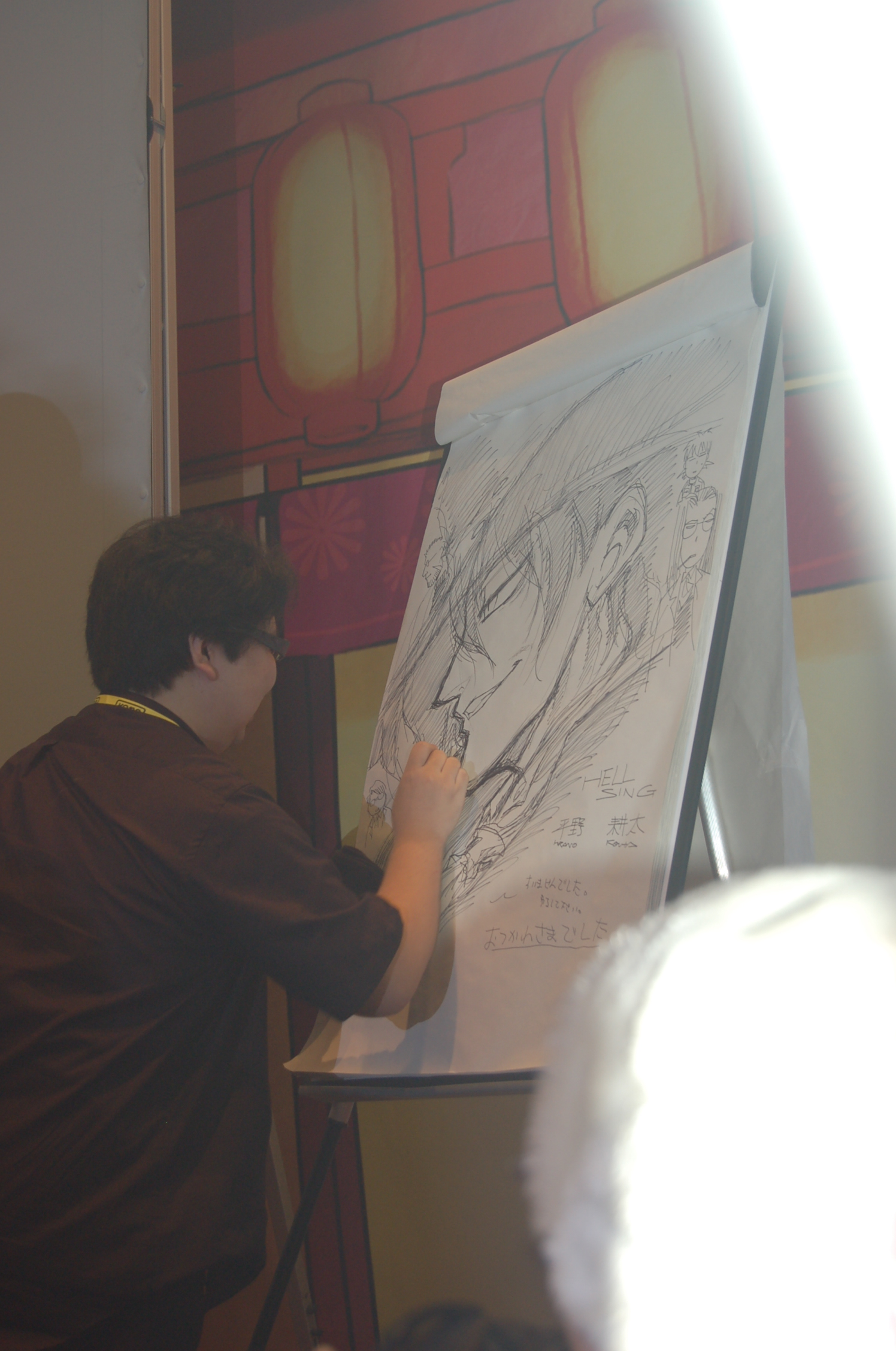
Hirano ilustrando o personagem Alucard na Japan Expo (2008)

Os nazistas aparecem frequentemente em suas obras. O seu trabalho de estreia COYOTE retrata a batalha entre um grupo de resistência e um estado militar que lembra a Alemanha Nazista, e em Hellsing eles aparecem como figuras chaves na história.
Suas pinturas são caracterizadas pelo uso intenso de áreas sólidas e ênfase em sombras, poses de desenho únicas e linhas exageradas e teatrais. Diz-se que este método retórico único foi influenciado pelos romances de Daisuke Sato e pelos discursos de Winston Churchill.
Embora seus trabalhos completos sejam principalmente histórias sérias, ele também retrata cenas humorísticas, contos e trabalhos semelhantes a ensaios. 

## Vida pessoal e opiniões
Quando Hellsing foi transformado em anime para TV, Hirano foi criticou a adaptação. "Que desperdício para Nachi Nozawa. É isso. Eu fui um idiota por ter grandes expectativas depois de assistir ao primeiro episódio. Vou apenas assistir ao jogo WAVE e depois ir dormir". Como resultado, foi criada posteriormente uma versão OVA que refletia as intenções do autor.
Ele também é fã do Ningen Isu e Susumu Hirasawa do P-MODEL, e ocasionalmente posta tweets relacionados.
Eu declarou possuir várias bonecas sexuais em tamanho real.

## Obras

### Mangás
- Angel Dust
- Assassin Colosseum
- Be Wild!!
- Bishōnen de Meitantei de Doesu
- Count Pierre Eros' Gorgeous Daily Grind
- Coyote
- Crossfire
- Daidōjin Monogatari
- Deep
- Desert Schutzstaffel
- Drifters
- Doc's story
- Front
- Gun Mania
- Hellsing
  - Hellsing: The Dawn
- Hi-Tension
- Hi-and-Low
- Ikaryaku
- Ikasu Sōtō Tengoku
- karera no Shūmatsu
- Koi no Strikeback
- Mahō no Muteki Kyōshi Kawaharā Z
- Magic School
- Susume! Ikaryaku
- Susume!! Seigaku Dennō Kenkyūbu
- The Legends of Vampire Hunter
- The Weekenders
- UFO 2000

### Ilustrações
- Guia Oficial de Resident Evil 3 Last Escape Escape Edition (バイオハザード 3 ラスト エスケープ 公式ガイドブック 脱出遂行編, Baiohazādo 3 rasuto esukēpu kōshiki gaidobukku dasshutsu suikō-hen)[9]

### Outros
- “Daijiro Morohoshi 50th Anniversary Debut Tribute” (2021) – Contribuição de ilustração[10]

## Aparições na mídia
Não só pelo seu estilo, mas também pela sua personalidade, ele já apareceu diversas vezes como personagem nas obras de seus amigos artistas de mangá.
- Highschool of the Dead (Daisuke Sato, Shoji Sato) – Um personagem chamado Kota Hirano, inspirado em Hirano, aparece na história.[11]